# Ljus höstmygga
Ljus höstmygga, Aedes geminus är en tvåvingeart som beskrevs av Peus 1970. Aedes geminus ingår i släktet Aedes och familjen stickmyggor.
Artens utbredningsområde är Tyskland. Det är tveksamt om arten är reproducerande i Sverige. Inga underarter finns listade i Catalogue of Life.